# Chorwacja na Letnich Igrzyskach Olimpijskich 1992
Chorwację na Letnich Igrzyskach Olimpijskich 1992 reprezentowało 39 zawodników. Był to debiut Chorwacji na igrzyskach olimpijskich.

## Zdobyte medale
| Medal  | Zawodnik | Dyscyplina   | Konkurencja      |
| ------ | --- | ------------ | ---------------- |
| Srebro | Vladan Alanović Franjo Arapović Danko Cvjetičanin Alan Gregov Arijan Komazec Toni Kukoč Aramis Naglić Velimir Perasović Dražen Petrović Dino Rađa Žan Tabak Stojko Vranković | Koszykówka   | turniej mężczyzn |
| Brąz   | Goran Ivanišević | Tenis ziemny | singiel mężczyzn |
| Brąz   | Goran Ivanišević Goran Prpić | Tenis ziemny | debel mężczyzn   |